# Frossay
Frossay é uma comuna francesa na região administrativa da Pays de la Loire, no departamento de Loire-Atlantique. Estende-se por uma área de 57,22 km². Em 2010 a comuna tinha 3 275 habitantes (densidade: 57,2 hab./km²).